# 原髭蟾
原髭蟾（学名：Leptobrachium promustache）一种分布于中华人民共和国云南省东南部和越南西北部的两栖动物，隶属于角蟾科拟髭蟾属。

## 形态特征
成体雄蟾平均体长56.7毫米，雌蟾体长61.1毫米左右。头部较扁平，头宽略大于头长，且大于体宽。体背面灰红褐色，具有不规则的黑色斑点，体侧颜色比体背面较浅，雌蟾头部侧面为浅红褐色；瞳孔纵置，眼球上部浅蓝色，下部为黑色；四肢背面红褐色具黑褐色横纹，上臂1条，前臂3条。腹面以乳白色为主，满布黑色细点和黑褐色碎斑。

## 发现
原髭蟾最早发现于中国云南省屏边苗族自治县大围山。2009年在越南老街省文盘县也有发现。

## 分类
本种发现时被划入髭蟾属（Vibrissaphora），2007年有学者通过系统发育关系的研究，认为髭蟾属与拟髭蟾属（Leptobrachium）为同物异名，本种应划入拟髭蟾属。